# Alfred Wolff (Philologe)
Alfred Wolff (* 28. Januar 1885 in Thorn; † 24. Juli 1917) war ein deutscher Klassischer Philologe und Gymnasiallehrer.

## Leben
Alfred Wolff stammte aus dem emanzipierten jüdischen Kleinbürgertum. Wie seine Eltern, der Kaufmann Raphael Wolff und Jenny geb. Hausmann, gehörte er zeitlebens dem jüdischen Glauben an. Ab 1893 besuchte er das Gymnasium zu Thorn, das damals von Michael Hayduck geleitet wurde. Nach der Reifeprüfung (28. Februar 1902) studierte Wolff Klassische Philologie und Geschichte, zunächst an der Universität Breslau, später in München, Berlin und Halle (Saale). Unter seinen akademischen Lehrern hob er besonders Otto Kern und Benedikt Niese hervor. Kern betreute seine Doktorarbeit, mit der er am 15. Juli 1908 zum Dr. phil. promoviert wurde. In Halle trat Wolff außerdem mit Georg Wissowa in Kontakt, der ihn später als Mitarbeiter für die Realenzyklopädie der klassischen Altertumswissenschaft (RE) gewann. Sein Kommilitone Georg Herlitz beschreibt Wolff als Anhänger des Zionismus.
Am 21. November 1908 legte Wolff die Lehramtsprüfung in den Fächern Latein, Griechisch und Geschichte ab und bereitete sich anschließend auf den Schuldienst in Preußen vor, der ihn an verschiedene Berliner Schulen führte. Das Seminarjahr absolvierte er am Andreas-Realgymnasium ab Ostern 1909. Zum Probejahr wechselte er zu Ostern 1910 an das Köllnische Gymnasium, wo er zum 1. April 1911 zum wissenschaftlichen Hilfslehrer ernannt wurde. Zum 1. Juli 1914 ging er als Oberlehrer an das Lessing-Gymnasium.
Neben dem Schuldienst blieb Wolff weiterhin wissenschaftlich tätig. Sein Forschungsschwerpunkt war die Geistesgeschichte des Judentums von der Antike bis zur Neuzeit. Mit einer Studie zum Toleranzgedanken in der deutschen Literatur zur Zeit Moses Mendelssohns gewann er 1913 den ersten Preis der Mendelssohn-Toleranz-Stiftung.
Beim Ausbruch des Ersten Weltkriegs meldete sich Wolff freiwillig. Er diente als Unteroffizier der Infanterie und fiel am 24. Juli 1917.

## Schriften
- De Flavii Iosephi belli Iudaici scriptoris studiis rhetoricis. Halle 1908 (Dissertation)
- Aegyptische Urkunden aus den Koeniglichen Museen zu Berlin. 4. Band, 12. Heft: Indices. Berlin 1912. Nachdruck Mailand 1970
- Der Toleranzgedanke in der deutschen Literatur zur Zeit Mendelssohns. Berlin 1915
- Judas Makkabaios. In: Paulys Realencyclopädie der classischen Altertumswissenschaft (RE). Band IX,2, Stuttgart 1916, Sp. 2461–2464.
- Jonathan. In: Paulys Realencyclopädie der classischen Altertumswissenschaft (RE). Band IX,2, Stuttgart 1916, Sp. 2586–2588.
- Absalom 1–2. In: Paulys Realencyclopädie der classischen Altertumswissenschaft (RE). Supplementband III, Stuttgart 1918, Sp. 15.